# 東北頜鬚鮈
东北颌须鮈（学名：Gnathopogon mantschuricus）为輻鰭魚綱鯉形目鲤科颌须鮈属的鱼类，是中国的特有物种。分布于黑龙江水系等。该物种的模式产地在松花江。體長可達8.4公分，可做為食用魚。

## 扩展阅读
維基物種上的相關：东北颌须鮈